# Krupa na Uni
Krupa na Uni (szerbül: Крупа на Уни) község Bosznia-Hercegovinában, a Szerb Köztársaságban. Az önkormányzat székhelye Donji Dubovik településen található. A Bosznia-Hercegovinai Statisztikai Hivatal 2013-as népszámlálási adatai szerint a községben 1597 főt tartottak nyilván.

## Fekvése
Bosznia-Hercegovina nyugati részén, Banja Lukától légvonalban 68, közúton 112 km-re nyugatra, Prijedortól légvonalban 35, közúton 63 km-re délnyugatra, a Grmeč-hegység lejtőin fekszik. Nyugaton Horvátországgal, északnyugaton a Bosznia-Hercegovinai Föderáció, Bosanska Krupa és Sanski Most községekkel, keleten pedig Novi Grad és Oštra Luka községekkel határos. A geomorfológiai formák szerint területe dombvidéknek nevezhető, ahol a lakosság túlnyomórészt extenzív mezőgazdasággal és állattenyésztéssel foglalkozik. A község területén városok nincsenek. A nagyobb falvak Donji Dubovik, Osredak, Donji Petrovići, Bušević és Hašani. A Bosanska Krupát és a Sanski Mostot összekötő út Krupa na Unin halad át. Vannak tervek, amelyek szerint ezt az utat korszerűsíteni szükséges és autópályaként kell besorolni, mely összekötné Bihácsot és a Sanski Mostot. Egy másik fontos közlekedési útvonal Bosanski Noviból Bosanska Krupába vezet. A község területét számos vízfolyás szeli át, melyek közül a legfontosabb az Una folyó, valamint a Japra és a Vojskova folyók. Az éghajlat mérsékelten kontinentális, hűvös nyarak és nem túl hideg telek jellemzik.

## Népessége
| Nemzetiségi csoport | Népesség 1991 | Népesség 2013 |
| ------------------- | ------------- | ------------- |
| Szerb               | 1256          | 1592          |
| Bosnyák             | 513           | 3             |
| Horvát              | 2             | 2             |
| Jugoszláv           | 2             | 0             |
| Egyéb               | 3             | 0             |
| Összesen            | 1776          | 1597          |

## Története
Krupa na Uni község önkormányzata a boszniai háborút lezáró daytoni békeszerződés aláírásával jött létre a háború előtti Bosanska Krupa község egy részéből. Megalakításáról a Községi Közgyűlés döntött 1997-ben. E területek demográfiai betelepülése az ókorból származik, amit számos írásos nyom, kolostormaradványok, szakrális épületek és egyéb kulturális emlékek bizonyítanak. A sok elvándorlás azonban rányomta bélyegét a települések lakosságának számára, amely a második világháború és a boszniai háború után is jelentősen csökkent.

## Gazdaság
Az itteniek a volt Jugoszlávia felbomlásáig nagy számban dolgoztak Szlovéniában és Horvátországban, majd a háborús konfliktusok kitörése után, otthagyva a sok éven át létrehozott ingatlanokat visszatértek szülőhelyükre. A politika általános fejleményei a vidék és az elmaradott települések lakossággának további elvándorlásához vezetnek, ami a népesség további csökkenő tendenciáját és jobb életkörülmények keresését eredményezi. Az általános gazdasági környezet és a gazdasági fejlődés stagnálása miatt Krupa na Uni ipara jelenleg a „Zlatna Igla” textiliparára támaszkodik, amely 20 főt, főként nőket foglalkoztató üzem, és Osredakban található. A versenyszféra fejletlensége, a magántőke elérhetetlensége miatt nem várható el reálisan a gazdaság fejlesztésének problémája.
Krupa na Uni egy kifejezetten mezőgazdasági és állattenyésztési régió, amelyben a fejlődés gerincét az egészséges élelmiszerek termelése és a piacra való termelés növelése képezheti. Az önkormányzat minden figyelmét a mezőgazdaság (állattenyésztés, földművelés és gyümölcstermesztés) fejlesztésére fordítja. A község 4093 ha szántóterülettel, 1740 ha legelővel, 663 ha réttel, 2500 ha erdővel és 111 ha gyümölcsössel rendelkezik. Az említett területek szinte mindegyike magántulajdonban van, ami mindenképpen fontos tény a jövőre nézve a szövetkezetek és szövetkezeti kapcsolatok fejlesztése révén történő mezőgazdasági termelés intenzívebbé tétele szempontjából. A mezőgazdasági termelésben meghatározó a kukorica, a gabonafélék (búza, zab, árpa) és fű-lóhere keverékek termelése. A gyümölcstermesztés területén a legelterjedtebb gyümölcsfajok a szilva és az alma. Ezeken a területeken a gyümölcstermesztés feltételei rendkívül kedvezőek, az utóbbi években intenzíven nőtt az ültetvények száma.
Az állattenyésztésnek mindig is jelentős szerepe volt a község területén, korábban inkább a szarvasmarha- és juhtenyésztés hústermelésén keresztül, az utóbbi időben pedig a tejtermelés és a tej szervezett felvásárlásával történő elhelyezése volt a prioritás, melyet a Kozarska Dubica-i tejüzem végzett. A község területéről évente mintegy 1 300 000 liter tejet vásárolnak fel, ami ezen a területen a lakosság bevételében fontos tétel.
Szintén fontos fejlődési tényező az erdőgazdagság. Az erdő borította teljes terület 2500 ha, ebből 1500 ha magántulajdonban van. A környék erdőit a Prijedori Erdészet kezeli.

## Kultúra
Az élet kulturális szférájában minden tevékenység a „Branko Ćopić Hazafias Egyesületen” keresztül zajlik, amely az önkormányzattal és a „Branko Ćopić” alapítvánnyal együttműködve, a Szerb Köztársaság elnökének égisze alatt minden évben megszervezi a hagyományos „Ćopić Gyermekösvények” nevű ifjúsági rendezvényt. A kulturális programok március hónapban kezdődnek, amelyek az író szülőhelyén, Hašaniban folytatódnak, majd egy sor olyan esemény következik, mint például az író szülőházának látogatása, majd az iskola, ahol Branko megtanulta az első betűit, meglátogatta Rada nagypapa sírját. A rendezvény októberben ér véget, ahol az Oktatási Minisztérium égisze alatt díjakat adnak át az írott szó legsikeresebb fiatal alkotóinak.

## Oktatás
Krupa na Uni község területén az oktatás a kilenc osztályos „Branko Ćopić” általános iskolában zajlik a központi Donji Dubovikban. Az intézménynek négy regionális négyosztályos iskolája van, Hasaniban, Mali Dubovikban, Osredakban és Buševićiben.

## Sport
A sportéletet a „Šodan” Prijedor karate klub egyetlen karate szekciója képezi. A sportélet és a sporttevékenységek amatőr sportokká redukálódnak, ahol a fiatalok új készségekre tesznek szert, és versenyen keresztül új városokkal és barátokkal találkoznak.

## Infrastruktúra
A község közúti infrastruktúrája 16 km hosszú regionális közúti útvonalak hálózatából és 65 km hosszúságú helyi közúti útvonalból áll, ebből 25 km aszfaltút és kb. 40 km makadámút. Krupa na Uni önkormányzata olyan vízellátó rendszert kezel, amely Krupa na Uni településein 114, Novi Grad település területéről pedig 85 háztartást lát el ivóvízzel, míg a település többi részét helyi vízellátással biztosítják. A falusi vízellátó rendszerek vízrendszerei, egyenként egy-egy felhasználóval rendelkeznek. A lakosság villamosenergia-ellátása kielégítő, bár a kisfeszültségű és átviteli hálózat állapota nagyon rossz. Krupa na Uni község területén a távközlési rendszer SLL elven működik, mintegy 200 felhasználóval, míg a település teljes területét lefedi a mobiltelefon hálózat.

## Turizmus
Krupa na Uni község turisztikai potenciáljának gazdagsága változatos növény- és állatvilágból, ökológiailag szennyezetlen területekből, a Grmeč-hegység lábánál található tiszta vízfolyásokból és gyönyörű tájakból áll. Fontos turisztikai célpont minden bizonnyal Hašani, a nagy író, Branko Ćopić szülőhelye. Hašani természeti környezetében található egy iskola, egy templom, az író szülőháza, bár még mindig elpusztult állapotban, és a Japra-folyó, rajta Triš papa malmával,mely  jelenleg iskolai kirándulások piknikezőhelye. Branko Ćopić karaktereinek és munkáinak minden tisztelője felelevenítheti a Ćopić műveiből ismert szereplők emlékeit, és a hajdú időkről szóló történeteket.
Krupa na Uni község turisztikai potenciálja a tiszta és érintetlen természet. A benne tartózkodás, séta, kikapcsolódás, vadászati és horgászási lehetőséggel, a csend és nyugalom teszi igazi turistalátványossággá. Feltétlenül meg kell látogatni a Vojskovai vízeséseket, a török korában épült régi Kula Hasanit, majd a Balini Bariban található Mokra és Suva barlangokat. Amit mindenképpen érdemes meglátogatni Krupa na Uni környékén, azok a templomok, mint a múlt néma tanúi, amelyek közül kiemelendő a Srednji Dubovikban található Klisina 1887-ben épült temploma. E helyszínek mellett Bušević is vonzó kirándulóhely, amely Petar Popović Pecija szülőhelyéről ismert, aki a török elleni lázadás idejéből származó híres hajdú volt, akinek tiszteletére emlékművet is állítottak. A NOB és a Honvédő Háború emlékművei a terület viharos múltjának idejét idézik.

## Egészségügy
Krupa na Uni község területén az egészségügyi ellátást a Donji Dubovik-i egészségügyi központban található családorvosi rendelések, valamint a Hasani, Osredak és Bušević településeket a regionális orvosi rendelők.

## Egyesületek
Krupa na Uni község területén számos civil szervezet van bejegyezve, köztük:
- „Vojskova” vadásztársaság

- Pisztránghalász Egyesület

- Mezőgazdasági Termelők Szövetsége Krupa na Uni

- „Podgrmeč” Négy vagy több gyermekes családok egyesülete

- „Branko Ćopić” Szülőszövetség

- Krupa na Uni önkéntes tűzoltósága

## Fordítás
- Ez a szócikk részben vagy egészben  a(z)   Општина Крупа на Уни című szerb Wikipédia-szócikk ezen változatának fordításán alapul.  Az eredeti cikk szerkesztőit annak laptörténete sorolja fel. Ez a jelzés csupán a megfogalmazás eredetét és a szerzői jogokat jelzi, nem szolgál a cikkben szereplő információk forrásmegjelöléseként.